# Contea di Alamosa
La contea di Alamosa (in inglese Alamosa County) è una contea dello Stato federato del Colorado negli Stati Uniti d'America. La popolazione al censimento del 2000 era di 14 966 abitanti. Il capoluogo di contea è Alamosa.

## Geografia
La contea si trova nel centro-sud dello Stato. Qui si trova parte del parco nazionale e riserva delle grandi dune di sabbia. Inoltre passa l'Old Spanish Trail.

## Contee confinanti
- Contea di Saguache - nord
- Contea di Huerfano - nord-est
- Contea di Costilla - est
- Contea di Conejos - sud-ovest
- Contea di Rio Grande - ovest

## Storia
La contea fu istituita nel 1913 e prende il nome dal capoluogo, Alamosa, che significherebbe "pioppeto" in spagnolo.

## Comuni
- Alamosa (capoluogo) - city
- Hooper - town